# Osztrák Emlékszolgálat
Az Osztrák Külföldi Szolgálat szövetségének Osztrák Emlékszolgálat programja egy alternatívája az Osztrák Polgári Szolgálatnak, amivel külföldön lehet emlékszolgálatot teljesíteni. A résztvevők különböző holokauszt-megemlékező intézetekben dolgoznak.

## Az ötlet
Az Osztrák Emlékszolgálatot Andreas Maislinger, egy innsbrucki (Tirol) politológus kezdeményezte, aki a Német Békemozgalmi Szervezet („Aktion Sühnezeichen Friedensdienst”) alapötletét vette át. Maislinger maga is önkéntesként dolgozott a Békemozgalmi Szervezetnek az Auschwitz-Birkenau Múzeumban, ahol az emlékszolgálat ötlete született.

## A program
Az osztrák kormány 1991-ben fogadta el az emlékszolgálatot a polgári szolgálat alternatívájaként, és berendezett egy elősegítő szervezetet, ami az „eszközeit” az Osztrák Belügyminisztériumtól kapja. Ez az „elősegítő szervezet” osztja szét az „eszközöket” a további független szervezeteknek, mint például az Osztrák Polgári Szolgálatnak. "Az emlékszolgálat szándéka Ausztriának a holokausztban való bűnrészességnek a hangsúlyozása és a „soha többé”-ért való küzdés felelősségének az átadása." (Részlet a korábbi osztrák szövetségi kancellár, Franz Vranitzky 1993 júniusában tartott jeruzsálemi beszédéből).
Az Osztrák Emlékszolgálat a holokauszt intézeteknek és múzeumoknak világszerte egyedülálló hálózata, amelyek szívesen veszik igénybe a segítséget archívumaikban, könyvtáraikban és egyéb intézményeikben. 1992 óta pár száz emlékszolgáló - általában húsz év körüliek - munkálkodnak a holokauszt intézetekben, és dolgozzák fel a holokauszt történetét.
Az Osztrák Kormány az Osztrák Külföldi Szolgálat szövetségének Osztrák Emlékszolgálat programja mellett az Emlékszolgálat Szövetséget és a Soha el nem felejteni Szövetséget is feljogosítja arra, hogy kiküldjék az emlékszolgálóikat az egész világon levő társszövetségekhez.

## Az Osztrák Holokauszt díj
Az Osztrák Emlékszolgálat 2006 óta évente adja át az Osztrák Holokauszt díjat olyan személyeknek, akik kiemelkedően sokat tettek a Soá (héberül a holokauszt) és a nemzetiszocializmus más bűneinek az emlékére.
Díjazottak:
- 2006: Pan Guang, Sanghaj, Kína
- 2007: Alberto Dines, Sao Paulo, Brazília
- 2008: Robert Hébras Oradour-sur-Glane, Franciaország

## Munkahelyek
Amerikai Egyesült Államok
- Detroit - Holocaust Memorial Center
- Houston - Holocaust Museum Houston
- Los Angeles - Simon Wiesenthal Center
- Los Angeles - Los Angeles Museum of the Holocaust
- Los Angeles - Shoah Foundation|USC Shoah Foundation Institute for Visual History and Education
- New Orleans - The National D-Day Museum Archiválva 2007. július 17-i dátummal a Wayback Machine-ben
- New York - Anti-Defamation League
- New York - Museum_of_Jewish_Heritage
- Reno - Center for Holocaust, Genocide & Peace Studies
- Richmond - Virginia Holocaust Museum
- San Francisco - Holocaust Center of Northern California
- St. Louis - Holocaust Museum and Learning Center (vom BMI noch nicht als Einsatzstelle anerkannt)
- St. Louis - Webster University - Center for the Study of the Holocaust, Genocide & Human Rights (vom BMI noch nicht als Einsatzstelle anerkannt)
- St. Petersburg - Florida Holocaust Museum|The Florida Holocaust Museum

 Anglia
- London - Wiener Library|Institute of Contemporary History and Wiener Library
- London - The National Yad Vashem Charitable Trust Archiválva 2011. június 12-i dátummal a Wayback Machine-ben

 Ausztria
- Braunau am Inn - Haus der Verantwortung

 Ausztrália
- Melbourne - Jewish Holocaust Museum and Research Centre
- Melbourne - Jewish Museum of Australia

 Brazília
- Petrópolis - Casa Stefan Zweig

 Bulgária
- Szófia - Bulgáriai Zsidók Szervezete

 Csehország
- Prága

 Franciaország
- Oradour - Centre de la mémoire|Centre de la Mémoire d´Oradour
- Párizs - La Fondation pour la Mémoire de la Déportation
- Párizs - Amicale de Mauthausen

 Hollandia
- Amszterdam - United

 Horvátország
- Jasenovac - Gedenkstätte KZ Jasenovac

 Izrael
- Jeruzsálem - Jad Vasem

 Kanada
- Montréal - Montréal Holocaust Memorial Centre|Holocaust Memorial Centre
- Montréal - Kleinmann Family Foundation

 Kína
- Harbin - Harbin Jewish Research Center
- Sanghaj - Zsidó Tudomány Központ

 Lengyelország
- Oświęcim - Auschwitz Jewish Center
- Krakkó - Center for Jewish Culture

 Magyarország
- Budapest - European Roma Rights Centre

 Németország
- Berlin - Zsidó Múzeum Berlin
- Moringen - Moringi Emlékeztető Archiválva 2007. augusztus 4-i dátummal a Wayback Machine-ben
- München - Zsidó Múzeum München

 Norvégia
- Oslo - Jodisk Aldersbolig

 Olaszország
- Como - Istituto di Storia Contemporanea "Pier Amato Perretta"(ISC)
- Milánó - Centro di Documentazione Ebraica Contemporanea
- Prato - Museo della Deportazione

 Svédország
- Uppsala - Uppsalai Egyetem

## Külső hivatkozások
- Verein Gedenkdienst
- Verein Niemals Vergessen
- Gedenkdienst beim Österreichischen Auslandsdienst
- Austrian Holocaust Memorial Award
- Österreichischer Auslandsdienst